# 윈집
윈집(WinZip)은 윈집 컴퓨팅(WinZip Computing, 이전에 Nico Mak Computing)이 개발한 윈도우용 파일 압축 프로그램이다. 원래 PKZIP 포맷을 사용했으나 여러 수준의 다른 압축 포맷도 지원하고 있다.
윈집은 1990년 초에 PKZIP을 위한 셰어웨어 GUI 프론트엔드로 개발되었다.
버전 6.0부터 9.0까지, 등록 사용자들은 최신 버전의 소프트웨어를 내려 받아, 원래의 등록 정보를 입력함으로써 무료 업그레이드를 사용할 수 있었다. 10.0 버전의 경우 이러한 업그레이드 계획이 계속되지 못했다. 윈집은 표준 버전과 프로페셔널 버전으로 나뉜다.
2006년 5월 워드퍼펙트와 코렐드로우로 알려진 코렐 코퍼레이션은 윈집 컴퓨팅의 인수를 마쳤다고 발표하였다.
윈집은 45일 무료 평가 기간을 제공하지만 일부 버전은 기간 제한이 끝나도 계속 사용할 수 있다.

## 역사
버전 출시 역사
ZIP 파일 압축 포맷 (PKZIP)은 원래 MS-DOS용으로 1989년 필 캐츠와 그의 회사 PKWare가 발명한 것이다.
PKWare가 상표, 그리고 특허에 따른 프로세스 알고리즘을 보호하지 못했고 윈도우 운영 체제가 운영 체제 시장을 잠식할 것이라는 것을 깨닫지 못했다. 윈집 컴퓨팅사는 끝내 기회를 붙잡고 마이크로소프트 윈도우용 윈집 응용 프로그램을 공개하였다.

## 기능
- ZIP 압축 파일을 만들고, 내용을 추가하거나 제거할 수 있다.
- 마이크로소프트 윈도우 셸 통합을 구성할 수 있다.
- 128, 256 비트 키 AES 암호 풀기.[11] 이전 버전에 쓰이던 PKZIP 2.0 암호 풀기를 대체한다. 브라이언 글래드먼의 코드를 사용한 새로운 기능은 2003년 3월 27일자 FIPS-197 인증이었다.[12]
버전 9는 64비트 버전의 PKZIP 파일 포맷을 추가하였고, 단일 압축 파일과 4 기가바이트 크기 제한, 65,535 개 멤버의 제한을 제거하였다.
- bzip2, PPMd 압축 알고리즘과 WavPack 기반의 오디오 파일을 위한 특별한 알고리즘을 추가하였다.
- .bz2, .rar 파일의 압축을 풀 수 있다.
- 적절한 외부 프로그램이 설치되어 있으면 ARC, ARJ, LHA 압축을 지원한다.
- ZIP 압축을 CD/DVD에 직접 기록할 수 있다.
- 백업 작업의 자동화
- 통합 FTP 업로드
- ZIP 압축 파일을 전자 메일에 첨부할 수 있다.
- 윈집은 유니코드 문자열을 파일이름에 허용하지 않는다.[13][14] 이러한 유니코드의 이름을 가진 파일을 추가하면 읽을 수 없다는 경고 문구를 보여 준다.
- 인스톨실드의 PackageForTheWebStub파일도 풀 수 있다.

## 같이 보기
- 압축 소프트웨어의 비교